# Пигмент
Пигментите (на латински: pigmentum – „боядисвам, придавам цвят“) са вид оцветители, т.е. вещества, които оцветяват. За разлика от багрилата, те се състоят от частици и са практически неразтворими в средата, в която са приложени. В биологията терминът „пигмент“ се отнася до всички оцветители в организмите.
Пигментите могат да бъдат диференцирани според тяхната химическа структура (неорганични, като титанов оксид, железооксидни пигменти и др., или органични, като фталоцианин и др.); техните оптични свойства (бяло, цветно, черно и различни ефекти) и техническите им свойства (защита от корозия, магнетизъм).

## Неорганични пигменти
- пурпурни: алуминиеви, медни (BaCuSi2O6), кобалтови, манганови (NH4MnP2O7)[2]
- сини: алуминиеви (Na8 – 10Al6Si6O24S2 – 4), медни (CaCuSi4O10 или BaCuSi4O10), кобалтови, железни (Fe7(CN)18)
- зелени: кадмиеви (CdS), хромови (Cr2O3 или Cr2O3•H2O), медни (Cu(C2H3O2)2·3Cu(AsO2)2 или CuHAsO3)
- жълти: арсенови (As2S3), кадмиеви (CdS), хромови (PbCrO4), кобалтови (Na3Co(NO2)6), железни (Fe2O3.H2O), оловни, титанови, калаеви (SnS2)
- оранжеви: кадмиеви, хромови (PbCrO4 + PbO)
- червени: кадмиеви (CdSe), на основата на железен оксид (Fe2O3), оловни (Pb3O4), живачни (HgS)
- кафяви: глинести (Fe2O3 + MnO2 + nH2O + Si + AlO3)
- черни: въглеродни, железни (Fe3O4), титанови
- бели: антимонови (Sb2O3), бариеви (бариев сулфат), оловни ((PbCO3)2·Pb(OH)2), титанови (титанов диоксид), цинкови (цинков оксид)